# Limenitis ophellas
Limenitis ophellas är en fjärilsart som beskrevs av Hans Fruhstorfer 1915. Limenitis ophellas ingår i släktet Limenitis och familjen praktfjärilar. Inga underarter finns listade i Catalogue of Life.